# اکسل آندرسن
اکسل آندرسن (دانمارکی: Axel Andersen; ۲۰ دسامبر ۱۸۹۱ – ۱۵ مهٔ ۱۹۳۱) ژیمناست هنری اهل دانمارک بود.